# Nordausques
Nordausques est une commune française située dans le département du Pas-de-Calais en région Hauts-de-France. Ses habitants sont appelés les Nordausquois. La commune est membre de la communauté d'agglomération du Pays de Saint-Omer.
Le territoire de la commune est situé dans le parc naturel régional des Caps et Marais d'Opale.

## Géographie

### Localisation
Localisée dans le nord du département du Pas-de-Calais, Nordausques est un bourg rural de la vallée de la Hem située, à vol d'oiseau, à 14 km au nord-ouest de la commune de Saint-Omer (chef-lieu d'arrondissement) et à 21 km au sud-est de la commune de Calais (aire d'attraction).
Le territoire de la commune est limitrophe de ceux de six communes.
Les communes limitrophes sont Recques-sur-Hem, Bayenghem-lès-Éperlecques, Muncq-Nieurlet, Nort-Leulinghem, Tournehem-sur-la-Hem et Zouafques.

### Géologie et relief
La superficie de la commune est de 5,94 km2 ; son altitude varie de 12  à   98 mètres.

### Hydrographie
Le territoire de la commune est situé dans le bassin Artois-Picardie.
La commune est traversée par la Hem ou Tiret, un cours d'eau naturel non navigable de 27,92 km, qui prend sa source dans la commune d'Escœuilles et rejoint l'Aa dans la commune de Sainte-Marie-Kerque et le Paclose, d'une longueur de 8,42 km, qui prend sa source dans la commune et se jette dans le Reninghe au niveau de la commune de Watten.

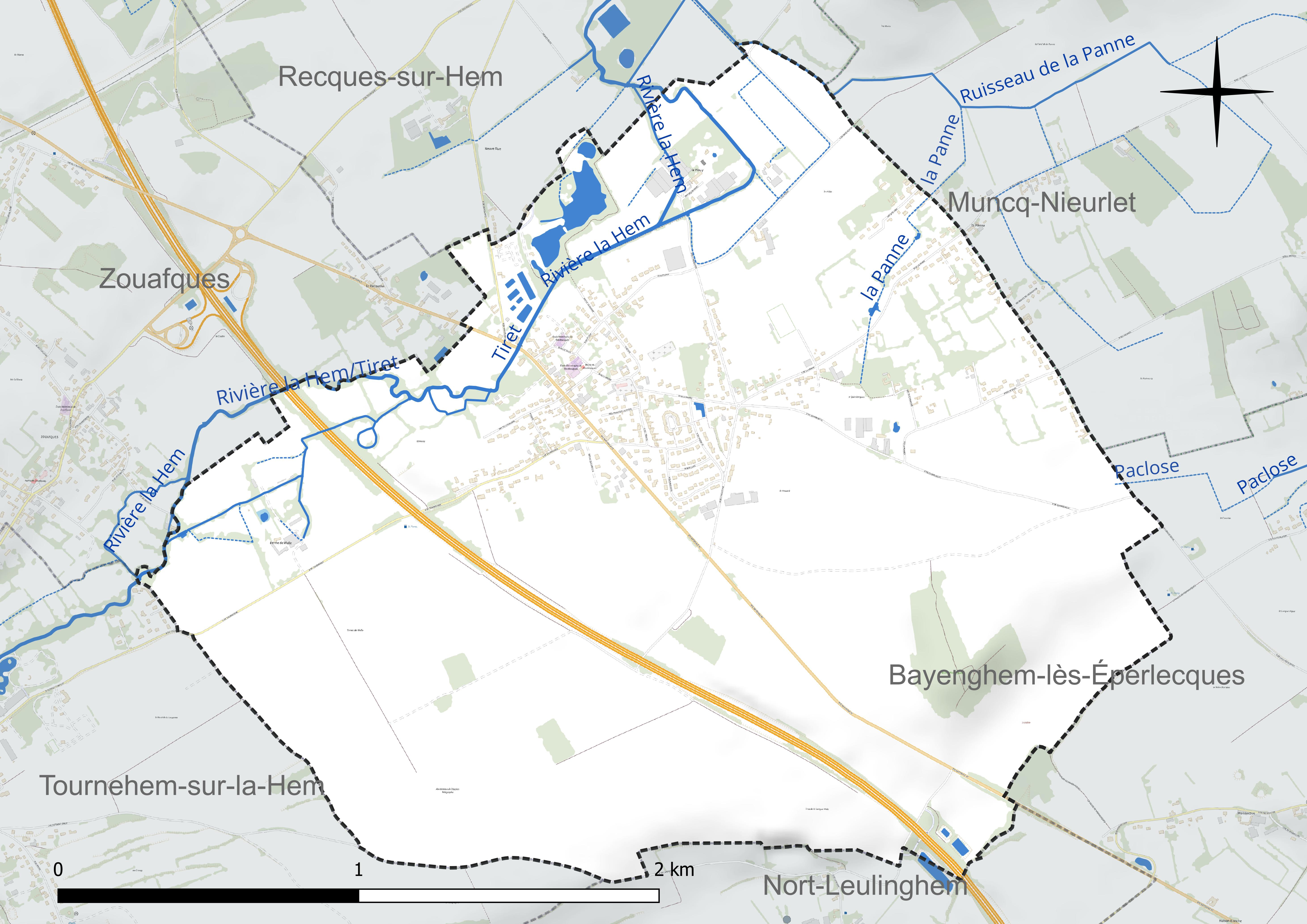
Réseau hydrographique de Nordausques.

### Climat
Pour des articles plus généraux, voir Climat des Hauts-de-France et Climat du Nord-Pas-de-Calais.
En 2010, le climat de la commune est de type climat océanique franc, selon une étude du CNRS s'appuyant sur une série de données couvrant la période 1971-2000. En 2020, Météo-France publie une typologie des climats de la France métropolitaine dans laquelle la commune est exposée à un climat océanique et est dans la région climatique Côtes de la Manche orientale, caractérisée par un faible ensoleillement (1 550 h/an) ; forte humidité de l’air (plus de 20 h/jour avec humidité relative > 80 % en hiver), vents forts fréquents.
Pour la période 1971-2000, la température annuelle moyenne est de 10,4 °C, avec une amplitude thermique annuelle de 13 °C. Le cumul annuel moyen de précipitations est de 878 mm, avec 12,6 jours de précipitations en janvier et 8,2 jours en juillet. Pour la période 1991-2020, la température moyenne annuelle observée sur la station météorologique la plus proche, située sur la commune de Watten à 9 km à vol d'oiseau, est de 11,3 °C et le cumul annuel moyen de précipitations est de 822,8 mm,. Pour l'avenir, les paramètres climatiques de la commune estimés pour 2050 selon différents scénarios d'émission de gaz à effet de serre sont consultables sur un site dédié publié par Météo-France en novembre 2022.

### Paysages
Pour un article plus général, voir Paysage en France.
La commune s'inscrit dans les « paysages des coteaux calaisiens et du pays de Licques » tels qu'ils sont définis dans l'atlas de paysages de la région Nord-Pas-de-Calais, conçu par la direction régionale de l'Environnement, de l'Aménagement et du Logement (DREAL),.
Ces « paysages des coteaux calaisiens et du pays de Licques » concernent 56 communes du Pas-de-Calais. Ces paysages s'étendent sur environ 30 km de long (est-ouest) et 15 km de large (nord-sud) et présentent deux sous-ensembles : les coteaux calaisiens au nord et le pays de Licques au sud. Les altitudes de ces paysages varient de 206 m dans le Pays de Licques, à 120 m dans l’ouest des coteaux Calaisiens, près de Guînes, et à 10 m dans l'est, près d'Audruicq.
Ces paysages recouvrent trois entités écopaysagères : les collines guînoises qui constituent le rebord septentrional de l'Artois, l'entité de Bredenarde qui appartient à la plaine maritime flamande, et la cuvette de Licques. Ils sont constitués de 59,70 % de cultures, de 17,30 % de forêts, de 15,11 % de prairies naturelles, permanentes, de 7,45 % d'espaces artificialisés, avec les quatre principales communes que sont Audruicq, Ardres, Guînes et Licques, de 0,27 % d'industries, et de 0,18 % de cours d'eau et plan d'eau.
Les éléments structurants de ces paysages sont la LGV Nord et l'A26, la rivière la Hem qui coule du sud vers le nord-est, les escarpements sur les coteaux du Calaisis et autour du pays de Licques et, d'ouest en est, les différents boisements comme la forêt de Guînes, le bois de l'Abbaye, la forêt de Tournehem et une partie de la forêt d'Éperlecques.

### Milieux naturels et biodiversité

#### Espace protégé et géré
La protection réglementaire est le mode d’intervention le plus fort pour préserver des espaces naturels remarquables et leur biodiversité associée.
Dans ce cadre, la commune fait partie d'un espace protégé : le parc naturel régional des Caps et Marais d'Opale, d’une superficie de 132 499 ha réparties sur 154 communes, géré par le syndicat mixte d'aménagement et de gestion du parc naturel régional des Caps et Marais d'Opale.

#### Zones naturelles d'intérêt écologique, faunistique et floristique
L’inventaire des zones naturelles d'intérêt écologique, faunistique et floristique (ZNIEFF) a pour objectif de réaliser une couverture des zones les plus intéressantes sur le plan écologique, essentiellement dans la perspective d’améliorer la connaissance du patrimoine naturel national et de fournir aux différents décideurs un outil d’aide à la prise en compte de l’environnement dans l’aménagement du territoire.
Le territoire communal comprend deux ZNIEFF de type 1 : 
- la haute vallée de la Hem entre Audenfort et Nordausques, d’une superficie de 446 ha et d'une altitude variant de 6  à   35 mètres[15] ;
- la forêt d'Éperlecques et ses lisières, d’une superficie de 2 440 ha et d'une altitude variant de 12  à   94 mètres. Cette ZNIEFF souligne les premières ondulations des collines crayeuses de l’Artois. La forêt d’Eperlecques et les bois environnant occupent ces collines[16].

et deux ZNIEFF de type 2 : 
- la boutonnière de pays de Licques. Cette ZNIEFF, de 17 830 ha, qui s'étend sur 43 communes[17] ;
- le complexe écologique du marais Audomarois et de ses versants. Cette ZNIEFF est un élément de la dépression préartésienne, drainé par l’Aa, le marais Audomarois est un golfe de basses terres bordé à l’Ouest par la retombée crayeuse de l’Artois et à l’Est par les collines argileuses de la Flandre intérieure[18].

Carte des ZNIEFF de type 1 et 2 sur la commune
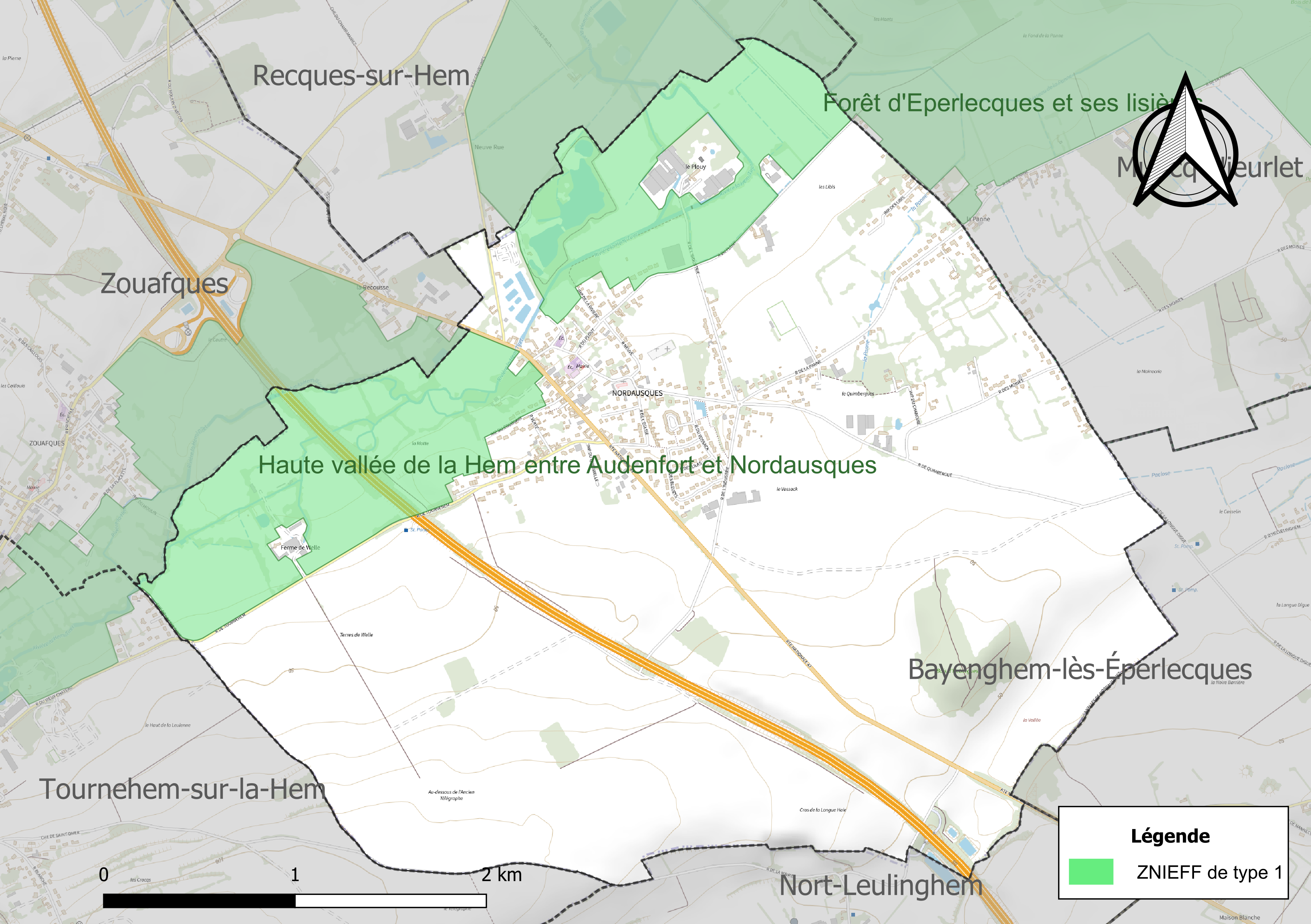
Carte des ZNIEFF de type 1 sur la commune.
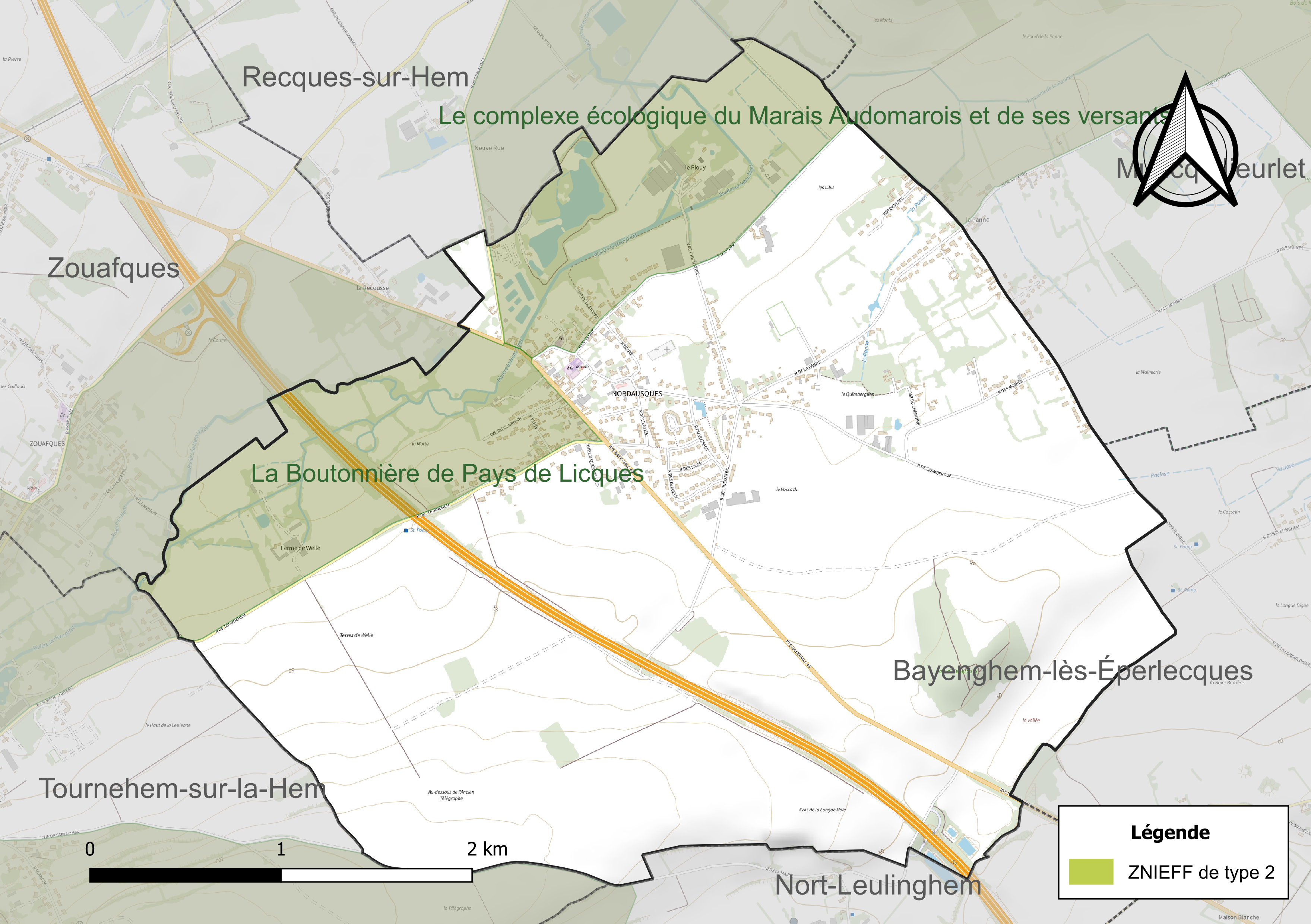
Carte des ZNIEFF de type 2 sur la commune.

#### Espèces faunistiques et floristiques
L’Inventaire national du patrimoine naturel (INPN) recense plusieurs espèces faunistiques et floristiques sur le territoire de la commune dont certaines sont protégées et d’autres menacées et quasi-menacées.

## Urbanisme

### Typologie
Au 1er janvier 2024, Nordausques est catégorisée bourg rural, selon la nouvelle grille communale de densité à sept niveaux définie par l'Insee en 2022.
Elle est située hors unité urbaine. Par ailleurs la commune fait partie de l'aire d'attraction de Calais, dont elle est une commune de la couronne,. Cette aire, qui regroupe 45 communes, est catégorisée dans les aires de 50 000 à moins de 200 000 habitants,.

### Occupation des sols
L'occupation des sols de la commune, telle qu'elle ressort de la base de données européenne d’occupation biophysique des sols Corine Land Cover (CLC), est marquée par l'importance des territoires agricoles (90 % en 2018), en diminution par rapport à 1990 (95,5 %). La répartition détaillée en 2018 est la suivante : 
terres arables (77,7 %), prairies (12,2 %), zones urbanisées (10 %). L'évolution de l’occupation des sols de la commune et de ses infrastructures peut être observée sur les différentes représentations cartographiques du territoire : la carte de Cassini (XVIIIe siècle), la carte d'état-major (1820-1866) et les cartes ou photos aériennes de l'IGN pour la période actuelle (1950 à aujourd'hui).

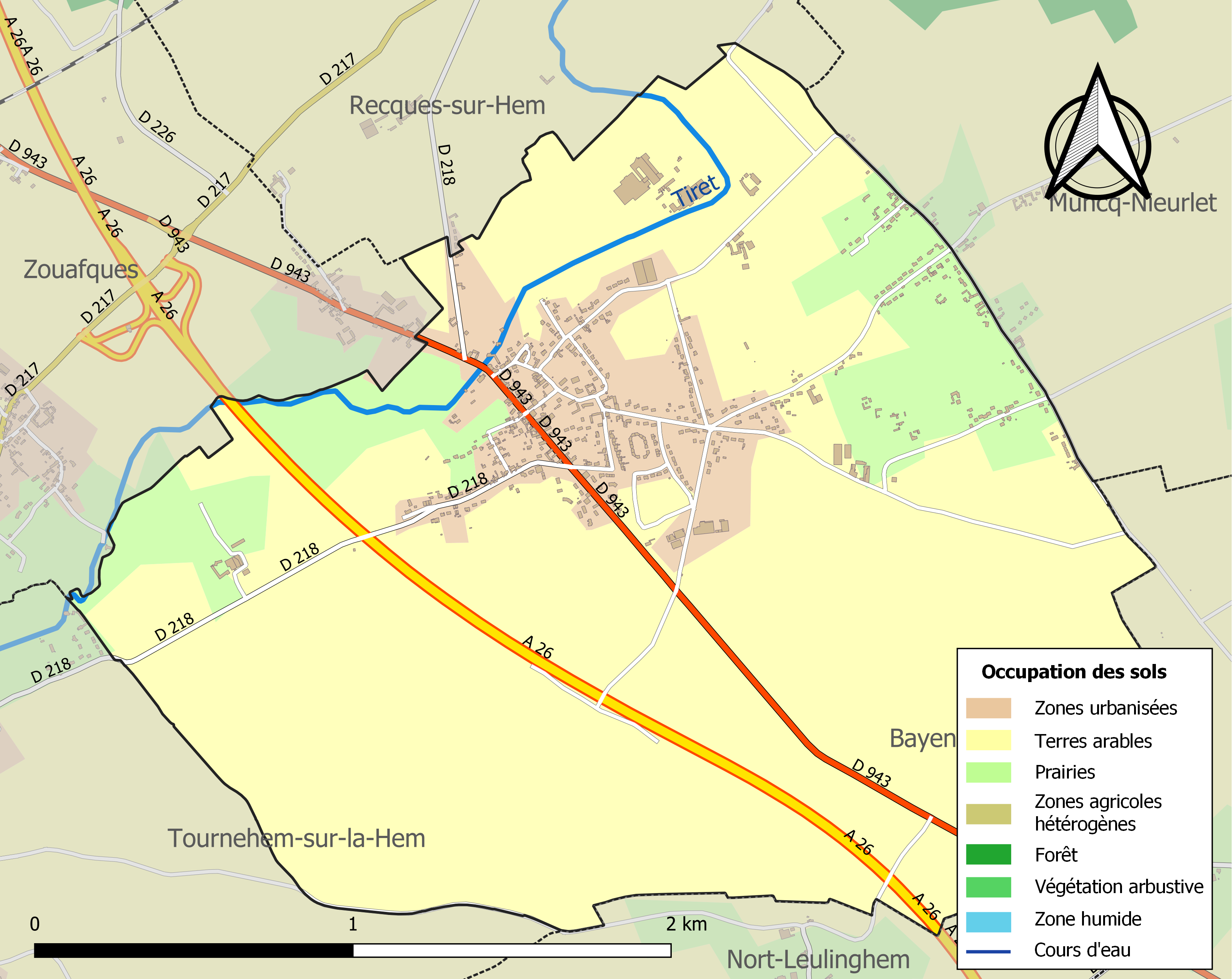
Carte des infrastructures et de l'occupation des sols de la commune en 2018 (CLC).

### Voies de communication et transports
La commune est à moins de deux kilomètres de la sortie no 2 de l'autoroute A 26 ; elle est traversée par la D 943. Ces deux axes relient Saint-Omer (à 18 km) à Calais (à 26 km).

### Risques naturels et technologiques

#### Risque inondation
À la suite du passage des tempêtes Ciarán, Domingos et Elisa et des inondations et coulées de boue qui se sont produites, la commune est reconnue, par arrêté du 14 novembre 2023, en état de catastrophe naturelle pour inondations et coulées de boue sur la période du 2 au 12 novembre 2023, comme 179 autres communes du département.

## Toponymie
Le nom de la localité est attesté sous les formes Elceka au XIe siècle ; Elceke vers 1119 ; Alcecca en 1119 ; Aleca en 1157 ; Alseche en 1208 ; Elseka en 1218 ; Helsche en 1255-1256 ; Auske en 1285 ; Elsekum, Helcechum, Helchekum au XIIIe siècle ; Ausseke en 1301 ; Ousseke en 1302 ; Aske, Ausseque en 1311 ; Nortausque en 1454 ; Ausque en 1480 ; Euske au XVe siècle ; Nort-d'Ausque en 1559 ; Nort-Dansque [lire : Nort-Dausque] en 1720 ; Nord-d’Ausque en 1739 ; Nordeau en 1734 ; Nordansque en 1793 ; Nordausque et Nordausques depuis 1801.
À l'instar de la commune voisine de Zudausques, Ernest Nègre avance un toponyme composé de l'anthroponyme romain Alcacus, suivi du suffixe -acum devenu -aca « domaine (de) », donnant le « domaine d'Alcacus ». Ici, le suffixe -(i)acum a subi une évolution phonétique de type flamand en -aka, plus tard francisé en -eque(s), où *Auseka est devenu Ausque. Le préfixe flamand noord « nord » a été ajouté au XVIe siècle afin de distinguer la commune de sa voisine au sud, Zudausques. Le s final est adventice.
Ausques est également le nom d'un ancien hameau de Tardinghen.
La commune porte le nom de Noord-Elseke en flamand.

## Histoire
Avant la Révolution française, Nordausques est le siège d'une seigneurie.

### Famille de Beauffort
Christophe Louis de Beauffort, de la famille de Beauffort, une famille d'ancienne noblesse d'Artois ayant eu des membres reçues dans les chapitres de chanoinesses des Pays-Bas, est en 1716 seigneur de Busschure, (Buysscheure), Nordausque, etc. et grand bailli d'épée de Saint-Omer. Christophe Louis de Beauffort est le neveu à la mode de Bretagne (Parenté à la mode de Bretagne) de Charles Adrien de Croix, comte de Croix, qui n'a pas d'héritier mâle. Christophe Louis de Beauffort épouse Claire Angélique de Croix, fille aînée de Charles Adrien de Croix. Celui-ci donne en cadeau de mariage à Christophe Louis de Beauffort le comté de Croix, une des terres les plus considérables de la châtellenie de Lille mais il demande que le nom de Croix continue de vivre. Christophe Louis de Beauffort s'est donc adressé au roi pour le supplier de lui accorder le titre de comte en lui permettant d'appliquer ce titre sur la terre de Buschure ou une autre de ses terres et de porter une couronne de marquis sur l'écu de ses armes (le port de cette couronne était un avantage accordé aux comtes de Croix depuis 1682). Les lettres accordant les autorisations demandées sont émises en mai 1716 à Paris. Christophe Louis de Beauffort reçoit en en juillet 1733, des lettres royales, émises à Compiègne, érigeant en comté les terres de Moulle, où réside Christophe Louis de Beauffort, la seigneurie de Houlle et de Busschure , tenues du château de Saint-Omer sous dénomination de comté de Beauffort au profit de Christophe Louis de Beauffort. En échange, Christophe Louis s'engage à donner la terre et le comté de Croix qu'il possède également et dont il avait hérité sous la condition d'en prendre le nom et les armes, à un de ses cadets qui en portera le nom et les armes pour que la donation de comté de Croix ait son effet.

## Politique et administration

### Découpage territorial
La commune se trouve dans l'arrondissement de Saint-Omer du département du Pas-de-Calais.

#### Commune et intercommunalités
La commune est membre de la communauté d'agglomération du Pays de Saint-Omer qui regroupe 53 communes et compte 104 937 habitants en 2021.

#### Circonscriptions administratives
La commune est rattachée au canton de Saint-Omer.

#### Circonscriptions électorales
Pour l'élection des députés, la commune fait partie de la sixième circonscription du Pas-de-Calais.

### Élections municipales et communautaires

#### Liste des maires
| Période                                  | Période                       | Identité             | Étiquette | Qualité |
| ---------------------------------------- | ----------------------------- | -------------------- | --------- | --- |
| Les données manquantes sont à compléter. |                               |                      |           | |
| 1995                                     | mars 2020                     | Jean-Michel Marcotte |           | Permanent syndical à Arc (entreprise) Président de la CC région d'Ardres (2008 → 2013) Réélu pour le mandat 2014-2020, Réélu pour le mandat 2020-2026, |
| 25 mars 2020                             | En cours (au 28 février 2024) | Gilles Debove        |           | Fonctionnaire de police |

## Population et société

### Démographie
Les habitants sont appelés les Nordausquois.

#### Évolution démographique
L'évolution du nombre d'habitants est connue à travers les recensements de la population effectués dans la commune depuis 1793. Pour les communes de moins de 10 000 habitants, une enquête de recensement portant sur toute la population est réalisée tous les cinq ans, les populations de référence des années intermédiaires étant quant à elles estimées par interpolation ou extrapolation. Pour la commune, le premier recensement exhaustif entrant dans le cadre du nouveau dispositif a été réalisé en 2007.

En 2022, la commune comptait 1 293 habitants, en évolution de +4,7 % par rapport à 2016 (Pas-de-Calais : −0,72 %, France hors Mayotte : +2,11 %).
| 1793 | 1800 | 1806 | 1821 | 1831 | 1836 | 1841 | 1846 | 1851 |
| ---- | ---- | ---- | ---- | ---- | ---- | ---- | ---- | ---- |
| 310  | 360  | 403  | 407  | 419  | 495  | 524  | 564  | 536  |

| 1856 | 1861 | 1866 | 1872 | 1876 | 1881 | 1886 | 1891 | 1896 |
| ---- | ---- | ---- | ---- | ---- | ---- | ---- | ---- | ---- |
| 574  | 553  | 561  | 512  | 550  | 527  | 478  | 470  | 536  |

| 1901 | 1906 | 1911 | 1921 | 1926 | 1931 | 1936 | 1946 | 1954 |
| ---- | ---- | ---- | ---- | ---- | ---- | ---- | ---- | ---- |
| 496  | 474  | 450  | 449  | 427  | 427  | 397  | 424  | 429  |

| 1962 | 1968 | 1975 | 1982 | 1990 | 1999 | 2006 | 2007 | 2012  |
| ---- | ---- | ---- | ---- | ---- | ---- | ---- | ---- | ----- |
| 439  | 434  | 514  | 527  | 588  | 633  | 811  | 836  | 1 078 |

| 2017  | 2022  | - | - | - | - | - | - | - |
| ----- | ----- | - | - | - | - | - | - | - |
| 1 273 | 1 293 | - | - | - | - | - | - | - |

#### Pyramide des âges
La population de la commune est relativement jeune.
En 2018, le taux de personnes d'un âge inférieur à 30 ans s'élève à 46,7 %, soit au-dessus de la moyenne départementale (36,7 %). À l'inverse, le taux de personnes d'âge supérieur à 60 ans est de 13,0 % la même année, alors qu'il est de 24,9 % au niveau départemental.
En 2018, la commune comptait 662 hommes pour 648 femmes, soit un taux de 50,53 % d'hommes, largement supérieur au taux départemental (48,50 %).
Les pyramides des âges de la commune et du département s'établissent comme suit.
| Hommes | Classe d’âge | Femmes |
| ------ | ------------ | ------ |
| 0,2    | 90 ou +      | 0,6    |
| 2,8    | 75-89 ans    | 3,8    |
| 9,8    | 60-74 ans    | 8,8    |
| 19,0   | 45-59 ans    | 16,0   |
| 22,1   | 30-44 ans    | 23,5   |
| 19,1   | 15-29 ans    | 19,5   |
| 27,1   | 0-14 ans     | 27,7   |

| Hommes | Classe d’âge | Femmes |
| ------ | ------------ | ------ |
| 0,5    | 90 ou +      | 1,6    |
| 5,6    | 75-89 ans    | 8,9    |
| 16,7   | 60-74 ans    | 18,1   |
| 20,2   | 45-59 ans    | 19,2   |
| 18,9   | 30-44 ans    | 18,1   |
| 18,2   | 15-29 ans    | 16,2   |
| 19,9   | 0-14 ans     | 17,9   |

## Culture locale et patrimoine

### Lieux et monuments
- L'église Saint-Martin, datant de 1883. Dans l'église des plaques commémoratives de victimes des guerres 1914-1918 et 1939-1945.
- Le monument aux morts, surmonté d'une croix latine, dans le cimetière communal, commémorant les guerres de 1914-1918 et 1939-1945. Il est nettoyé et regravé en 1957[42].
- La chapelle Notre-Dame-des-Miracles, construite vers 1850.
- L'ancien moulin à eau sur la Hem.

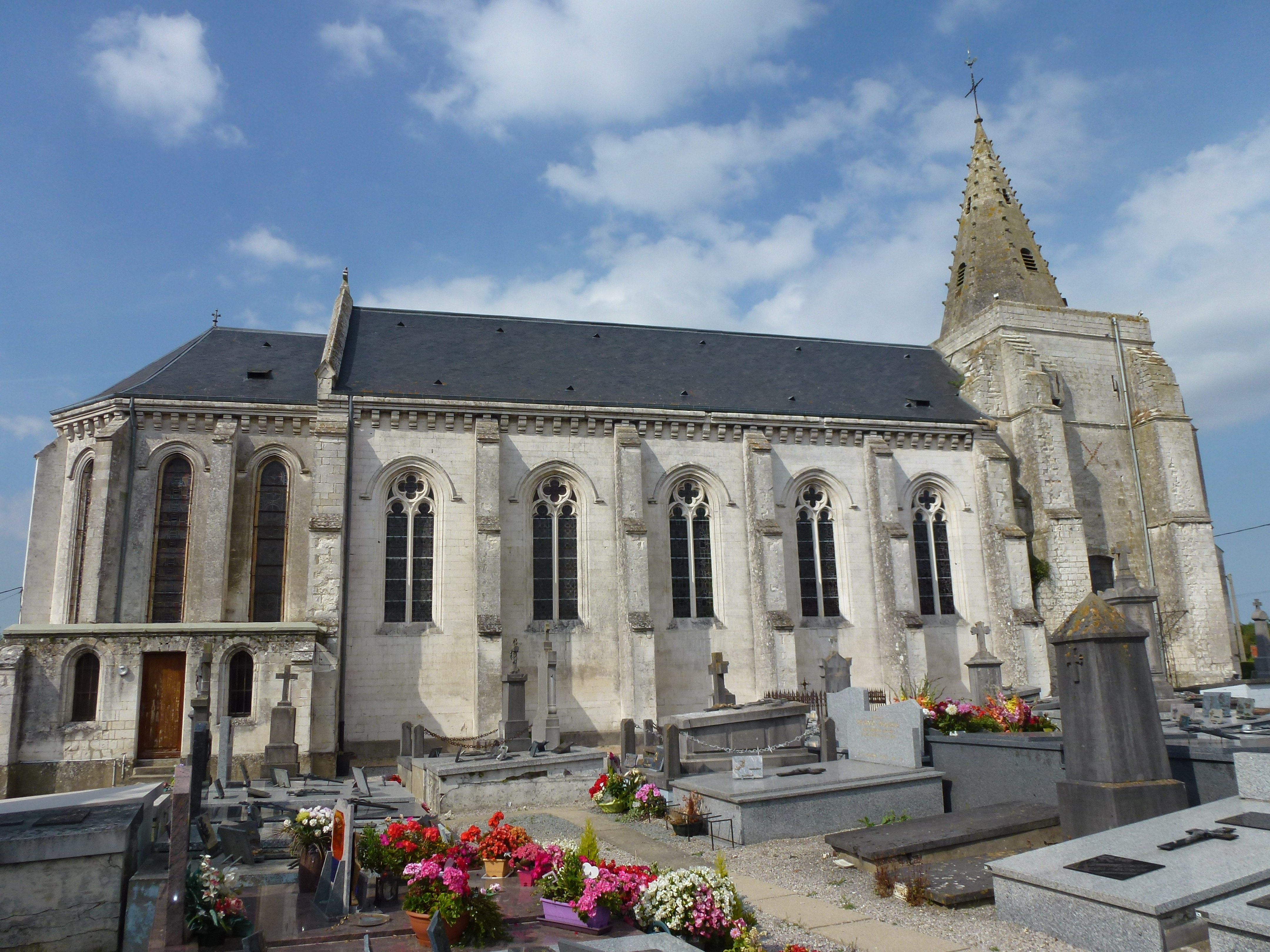
L'église Saint-Martin.
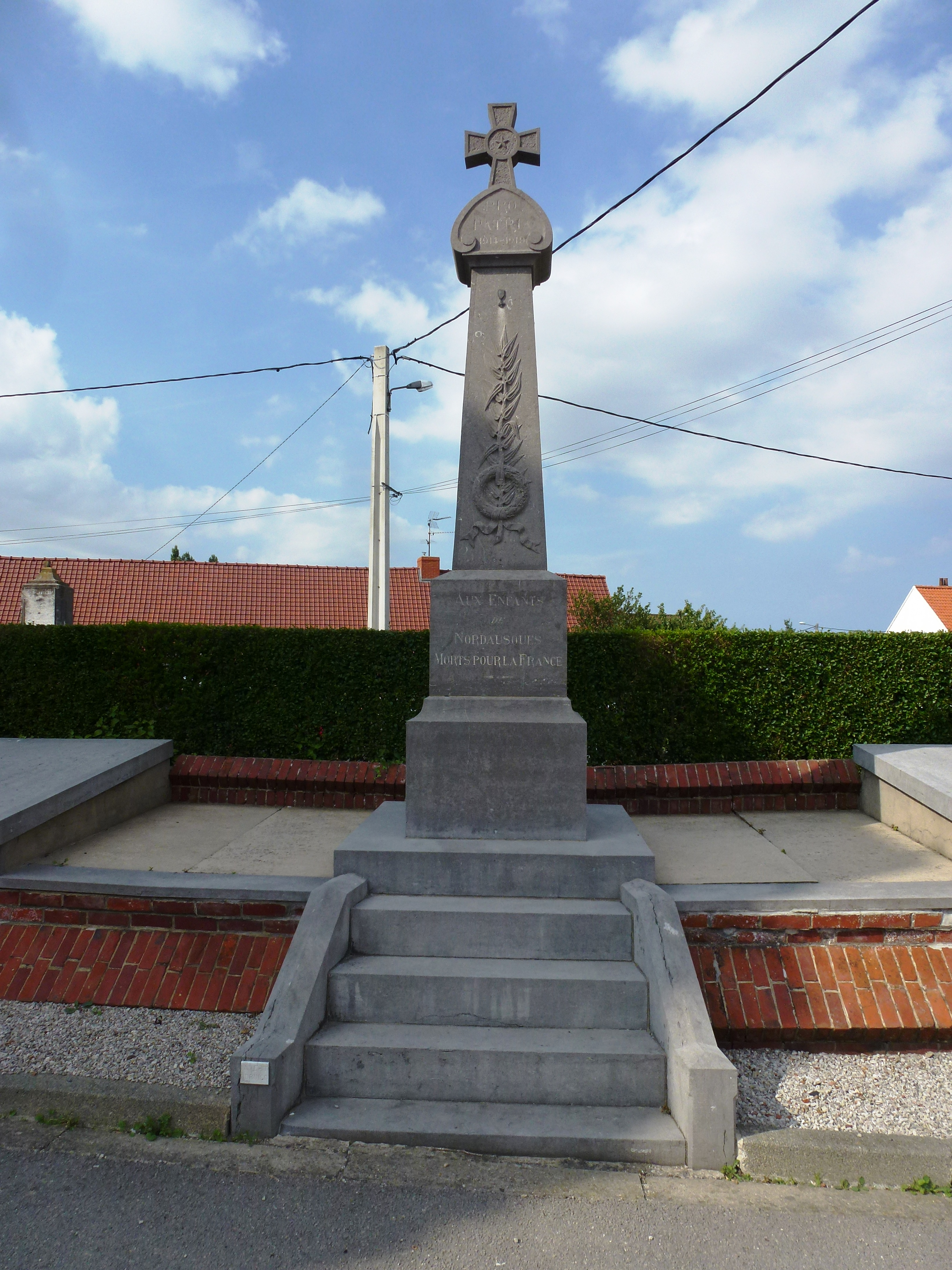
Le monument aux morts.

### Personnalités liées à la commune
- Philippe Dauchel de La Palme (1752-1837), homme politique, né dans la commune.

### Héraldique
| Blason de Nordausques | Blason  | D'azur à la croix ancrée d'or. |
| Blason de Nordausques | Détails | Armes de la famille Lefrançois du Fétel, dont était issu Ignace Lefrançois du Fétel (1757-1827), maire et bienfaiteur de la commune au début du XIXe siècle. Utilisé. |

## Pour approfondir

#### Bases de données, dictionnaires et encyclopédies
- Site officiel
- Ressources relatives à la géographie :   - Insee (communes)
  - Ldh/EHESS/Cassini
- Ressource relative à plusieurs domaines :   - Annuaire du service public français
- Notices d'autorité :   - BnF (données)